# IC 3397
IC 3397 је спирална галаксија у сазвјежђу Береникина коса која се налази на листи објеката дубоког неба у Индекс каталогу.
Деклинација објекта је + 25° 43' 54" а ректасцензија 12h 28m 46,7s. Привидна величина (магнитуда) објекта IC 3397 износи 15,2 а фотографска магнитуда 16,0.